# Иванчуковский сельский совет
Иванчуковский сельский совет — входит в состав Изюмского района Харьковской области Украины.
Административный центр сельского совета находится в селе Иванчуковка.

## Населённые пункты совета
- село Иванчуковка
- село Лысогорка
- село Новопавловка
- село Поляна
- село Счастливое